# Cristhian Cruz
Pour les articles homonymes, voir Cruz.
Cristhian (ou Cristian) Cruz Sánchez est un joueur d'échecs péruvien né le 7 février 1992 à Lima.
Au 1er août 2020, Cristhian Cruz Sánchez est le numéro cinq péruvien avec un classement Elo de 2 581 points.

## Carrière aux échecs
Grand maître international depuis 2012, Cruz remporta le tournoi open de Palma de Majorque en 2011. Il finit premier ex æquo de l'open de Benasque en 2014 et de l'open de Elgoibar en 2012.
En 2018, il remporte l'open du Mémorial Capablanca à La Havane avec 7,5 points sur 10 et l'open de Sabadell. En juillet 2020, il gagne avec 7,5 points sur 9 à Alfafar (Valence)
Il a représenté le Pérou lors de quatre olympiades (en 2006, 2014, 2016 et 2018). Il marqua 9 points sur 11 à l'Olympiade d'échecs de 2014.